# 阿朗戈斯
阿朗戈斯（法語：Arengosse）是法国朗德省的一个市镇，属于蒙德马桑区（Mont-de-Marsan）莫尔桑县（Morcenx）。该市镇总面积62.48平方公里，2009年时的人口为708人。

## 人口
阿朗戈斯人口变化图示